# Maxim Niastsiarenka
Maxim Niastsiarenka (1 de septiembre de 1992) es un deportista de Bielorrusia que compite en atletismo. Ganó una medalla de oro en el Campeonato Europeo de Atletismo por Equipos de 2021, en la prueba de triple salto.